# Millepertuis taché
Hypericum maculatum
Espèce
Classification APG III (2009)

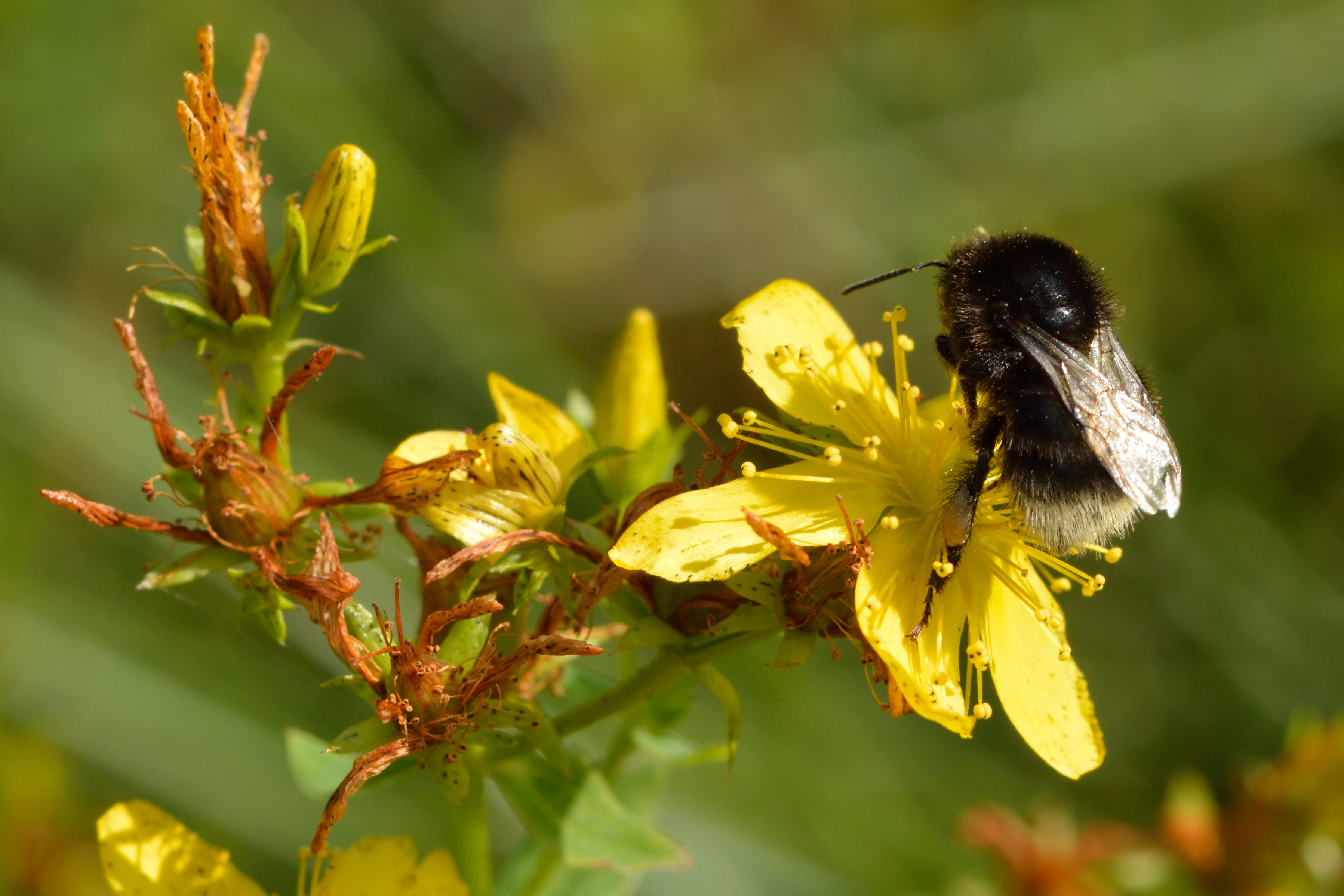
Pollinisation.

Le Millepertuis taché ou Millepertuis maculé (Hypericum maculatum) est une espèce de plantes à fleurs de la famille des Clusiacées selon la classification classique de Cronquist (1981) ou des Hypéricacées selon la classification phylogénétique APG III (2009). C'est une plante herbacée vivace trouvée en Europe et dans l'ouest de l'Asie, où elle pousse dans des prairies humides.

## Sous-espèces de France
Selon le Site de l'académie de Besançon, on rencontre en France  :
- Hypericum maculatum subsp. maculatum Crantz
- Hypericum maculatum subsp. obtusiusculum Tourlet Hayek

## Dénominations
Ce taxon porte en français les noms vernaculaires ou normalisés suivants : 
- Millepertuis à quatre angles[4],[5] ;
- Millepertuis de Carinthie[6] ;
- Millepertuis maculé[4],[5] ;
- Millepertuis taché[4],[5] ;
- Millepertuis tacheté[4],[5].